# Kazuhisa Kondō
Kazuhisa Kondō (近藤 和久?, Kondō Kazuhisa; Toyota, 2 aprile 1959) è un fumettista (mangaka), character e mecha designer giapponese.

## Biografia
Figlio di genitori separati, da bambino non fa che disegnare pin up di Godzilla e Astro Boy (Tetsuwan Atom). Comincia la sua carriera nei manga giovanissimo come assistente di vari artisti e dopo circa sei anni inizia a pubblicare come autore sulla rivista Bom Bom, su cui esce nel 1984 il suo primo manga, l'horror Chi o nonda apāto. Nello stesso anno collabora con lo scrittore Takahashi Masayaka per la realizzazione di MS senki kidō senshi Gundam 0079 gaiden (Record of MS Wars), un manga estremamente realistico ambientato durante la Guerra di un anno, che suscita l'attenzione della Sunrise. Sarà quindi proprio la saga di Mobile Suit Gundam ad essere d'ora in poi la sua quasi esclusiva fonte di ispirazione e lavoro, e che lo vedrà alternare ai manga, di cui scriverà pure i testi, importanti collaborazioni anche nelle relative produzioni anime. La vera e propria mania nei confronti di Gundam porta Kondo ad insistere talmente con la Bandai da ottenere nel 1994 il via libera al suo manga forse più impegnativo, quel Kidō senshi Gundam 0079 (Gundam 0079) che è stata la prima trasposizione in manga della famosa serie animata del 1979. Tutti i manga di Kondo tratti dalla saga di Gundam sono pubblicati in Italia da Planet Manga.

## Stile
Lo stile di Kondo è caratterizzato da un'impronta cupa ed estremamente realistica, che fa apparire i suoi manga quasi come dei reportage dal fronte. Da qui l'evidenziazione sistematica dell'usura dei mezzi, riprodotti sempre in modo da rendere l'idea delle intemperie cui sono esposti sui campi di battaglia. Fango, polvere e fumo abbondano sui mecha di Kondo, che preferisce in modo evidente le storie ambientate sulla Terra o che, comunque, vedano i mobile suit scontrarsi più sul terreno che nello spazio. Altro tratto caratteristico è il richiamo, leggibile nella stilizzazione del mecha, all'iconografia della Seconda guerra mondiale, particolarmente evidente nelle armature dei mobile suit, spesso ispirate tanto ai pesanti cappotti indossati all'epoca dai soldati sui campi di battaglia invernali, quanto alle tute mimetiche degli incursori. Non a caso tra i principali interessi collaterali di questo artista figurano proprio gli aerei, i mezzi e i militari degli anni quaranta.

## Opere principali

### Manga
- Chi o nonda apāto - 1984
- MS senki kidō senshi Gundam 0079 gaiden (Record of MS Wars) - 1984
- Kidō senshi Z Gundam gaiden (Z Gundam Side Story) - 1986
- Shin MS senki kidō senshi Gundam 0079 tanpenshū (Record of MS Wars II) - 1988
- Mobile Suit Vor!! - (Mobile Suit Vor!!) 1989
- Operation Buran (Operation Buran) - 1990
- Kidō senshi Z Gundam (Z Gundam) - 1994
- Kidō senshi Gundam 0079 (Gundam 0079) - 1994-2005
- Kidō senshi Gundam Zion no saikō (The revival of Zeon) - 1996

### Anime
- Kidō Senshi Z Gundam - 1985 (assistente al mecha design)
- Kidō Senshi Gundam 0080: Pocket no naka no sensō - 1989 (assistente al visual setting)